# Hieracium irkutense
Hieracium irkutense es una especie de planta con flor del género Hieracium, de la familia Asteraceae, orden Asterales.

## Distribución
Hieracium irkutense se distribuye por Rusia.

## Taxonomía
Fue descrita científicamente por N. N. Tupitsyna.
Tratamiento taxonómico
La especie aparece registrada y publicada en Bot. Zhurn. (Moscow & Leningrad).